# Chrysotus anomalus
Chrysotus anomalus är en tvåvingeart som beskrevs av Malloch 1914. Chrysotus anomalus ingår i släktet Chrysotus och familjen styltflugor. Inga underarter finns listade i Catalogue of Life.